# Xenondichlorid
Xenondichlorid, XeCl2 ist eine instabile Verbindung des Xenon aus der Gruppe der Chloride. Es ist neben Xenontetrachlorid die einzige bekannte Verbindung des Chlors mit Xenon.

## Gewinnung und Darstellung
Die Verbindung kann durch Bestrahlung eines Xenon-Chlor-Gasgemisches mit Mikrowellen hergestellt werden. In einem Experiment wurde versucht, mithilfe von Xenon, Chlor und Bortrichlorid XeCl2·BCl3 herzustellen. Am Ende wurde aber nur Xenondichlorid gewonnen.

## Eigenschaften
Die Verbindung ist höchst instabil und zerfällt nach kurzer Zeit in Xenon und Chlor. Es ist nicht geklärt, ob das Xenondichlorid eine richtige chemische Verbindung ist oder das Xenon nur eine Sekundärbindung mit dem Chlormolekül eingeht. Bei Letzterem wäre von schwachen Van-der-Waals-Kräften auszugehen.